# 100 livres pour les élèves en fédération de Russie
100 livres pour les élèves ou 100 livres pour les étudiants (en russe : 100 книг для школьников) est une liste de livres sur l'histoire, la culture et la littérature des peuples de la fédération de Russie, recommandés par le ministère de l'Éducation et de la Science de la fédération de Russie aux élèves de l'enseignement secondaire pour une lecture indépendante. La création a été initiée par Vladimir Poutine en 2012.

L'histoire du projet 100 Livres a commencé en janvier 2012, lorsqu'une lettre de Vladimir Poutine est apparue sur les pages de Nezavissimaïa Gazeta : 

« Dans certaines des principales universités américaines des années 1920, un mouvement pour l'étude du canon culturel occidental s'est développé. Chaque élève qui se respectait devait lire 100 livres sur une liste spécialement formée. […] Réalisons une enquête auprès de nos autorités culturelles et dressons une liste de 100 livres que tout diplômé d'une école russe devrait lire. »

,.
Un groupe d'experts a été formé pour travailler sur le projet, qui a examiné environ 5 000 propositions.
La numérotation de la liste est établie par ordre alphabétique de la première lettre du nom de famille de l'auteur du livre d'après l'alphabet cyrillique. Il n'y a donc pas de critère qualitatif en fonction de l'emplacement dans la liste.

## Liste
| Numérotation | Numérotation bis | Nom                                                                             | Auteur                            |
| ------------ | ---------------- | ------------------------------------------------------------------------------- | --------------------------------- |
| 1            | 1                | Le Livre du blocus                                                              | Alès Adamovitch et Daniil Granine |
| 2            | 2                | Et le jour dure plus d'un siècle (ru)                                           | Tchinguiz Aïtmatov                |
| 2            | 3                | Vapeur blanc (ru)                                                               | Tchinguiz Aïtmatov                |
| 3            | 4                | Billet d'étoile (ru)                                                            | Vassili Axionov                   |
| 3            | 5                | L'Île de Crimée (ru)                                                            | Vassili Axionov                   |
| 4            | 6                | Mon frère joue de la clarinette (ru)                                            | Anatoli Aleksine                  |
| 5            | 7                | Dersou Ouzala                                                                   | Vladimir Arseniev                 |
| 6            | 8                | Berger et Bergère (ru)                                                          | Victor Astafiev                   |
| 6            | 9                | Le Tsar poisson (ru)                                                            | Victor Astafiev                   |
| 7            | 10               | Histoires d'Odessa                                                              | Isaac Babel                       |
| 7            | 11               | Cavalerie rouge                                                                 | Isaac Babel                       |
| 8            | 12               | Contes de l'Oural                                                               | Pavel Bajov                       |
| 9            | 13               | République de SHKID                                                             | L. Panteleev et Grigori Belykh    |
| 10           | 14               | Moment de vérité                                                                | Vladimir Bogomolov                |
| 11           | 15               | Les bataillons demandent le feu                                                 | Iouri Bondarev                    |
| 11           | 15               | Neige chaude                                                                    | Iouri Bondarev                    |
| 12           | 17               | Empereur Alexandre III                                                          | Alexandre Bokhanov                |
| 13           | 18               | La Garde blanche                                                                | Mikhaïl Boulgakov                 |
| 14           | 19               | Les Aventures d'Alice                                                           | Kir Boulitchev                    |
| 15           | 20               | Les Allées sombres                                                              | Ivan Bounine                      |
| 16           | 21               | Ça ne fait pas de mal aux morts                                                 | Vassil Bykaw                      |
| 16           | 22               | Sotnikov                                                                        | Vassil Bykaw                      |
| 17           | 23               | Et les aurores ici sont calmes…                                                 | Boris Vassiliev                   |
| 17           | 24               | Pas sur les listes                                                              | Boris Vassiliev                   |
| 18           | 25               | Inscription de l'histoire russe                                                 | Gueorgui Vernadski                |
| 19           | 26               | Le Magicien de la ville d'émeraude                                              | Alexandre Melentievitch Volkov    |
| 20           | 27               | Timur et son équipe                                                             | Arkadi Gaïdar                     |
| 20           | 28               | Tchouk et Guek                                                                  | Arkadi Gaïdar                     |
| 20           | 29               | La Tasse bleue                                                                  | Arkadi Gaïdar                     |
| 21           | 30               | Mon Daghestan                                                                   | Rassoul Gamzatov                  |
| 21           | 31               | Poèmes                                                                          | Rassoul Gamzatov                  |
| 22           | 32               | Moscou et les Moscovites                                                        | Vladimir Guiliarovski             |
| 23           | 33               | Une histoire ordinaire                                                          | Ivan Gontcharov                   |
| 24           | 34               | La Russie. Histoire de réussite                                                 | Alexandre Gorianine               |
| 25           | 35               | Voiles écarlates                                                                | Alexandre Grine                   |
| 25           | 36               | Courir sur les vagues                                                           | Alexandre Grine                   |
| 26           | 37               | De la Russie à la Russie                                                        | Lev Goumilev                      |
| 27           | 38               | Poèmes                                                                          | Lev Goumilev                      |
| 28           | 39               | Essais sur les troubles russes                                                  | Anton Dénikine                    |
| 29           | 40               | Cahier moabite                                                                  | Moussa Djalil                     |
| 30           | 41               | La Zone. Souvenirs d'un gardien de camp                                         | Sergueï Dovlatov                  |
| 30           | 42               | La Valise                                                                       | Sergueï Dovlatov                  |
| 30           | 43               | Le Domaine Pouchkine                                                            | Sergueï Dovlatov                  |
| 30           | 44               | Histoires                                                                       | Sergueï Dovlatov                  |
| 31           | 45               | L'Idiot                                                                         | Fiodor Dostoïevski                |
| 32           | 46               | Les Aventures de Denis                                                          | Viktor Dragounski                 |
| 33           | 47               | Vêtements blancs                                                                | Vladimir Doudintsev               |
| 34           | 48               | Moi, Grand-Mère, Iliko et Hilarion                                              | Nodar Doumbadze                   |
| 35           | 49               | Et il n'y avait pas de meilleur frère                                           | Magsoud Ibrahimbeyov              |
| 36           | 50               | À propos de la Russie. Trois discours                                           | Ivan Iline                        |
| 37           | 51               | Les Douze Chaises                                                               | Ilf et Pétrov                     |
| 37           | 52               | Le Veau d'or                                                                    | Ilf et Pétrov                     |
| 38           | 53               | L'Histoire de la Russie en contes pour enfants                                  | Aleksandra Ichimova               |
| 39           | 54               | Sandro de Tchéguem                                                              | Fazil Iskander                    |
| 40           | 55               | Deux Capitaines                                                                 | Benjamin Kaverine                 |
| 40           | 56               | Livre ouvert                                                                    | Benjamin Kaverine                 |
| 41           | 57               | Préparez-vous, Votre Altesse !                                                  | Léo Cassil                        |
| 41           | 58               | Le Voyage imaginaire ou Kondouït et Schwambrania                                | Léo Cassil,                       |
| 42           | 59               | La Voile solitaire blanchit                                                     | Valentin Kataïev                  |
| 43           | 60               | Sachka                                                                          | Viatcheslav Kondratiev            |
| 44           | 61               | Notre ancienne capitale                                                         | Natalia Konchalovskaïa            |
| 45           | 62               | Garçon avec une épée                                                            | Vladislav Krapivine               |
| 46           | 63               | Le Trésor des Narts : Des Légendes kabardiennes et balkariennes des héros narts | Valentin Kouzmine                 |
| 47           | 64               | Le Duel                                                                         | Alexandre Kouprine                |
| 47           | 65               | Bracelet grenat                                                                 | Alexandre Kouprine                |
| 48           | 66               | Le Vieil Homme Hottabych                                                        | Lazar Laguine                     |
| 49           | 67               | Le Pèlerin enchanté                                                             | Nikolaï Leskov                    |
| 50           | 68               | Le Mot sur la campagne d'Igor et la culture de son temps                        | Dmitri Likhatchov                 |
| 50           | 69               | Réflexions sur la Russie (collection)                                           | Dmitri Likhatchov                 |
| 50           | 70               | Histoires de chroniques russes des XII-XIV siècles                              | Dmitri Likhatchov                 |
| 51           | 71               | Conversations sur la culture russe                                              | Youri Lotman                      |
| 51           | 72               | Le Roman d'Alexandre PouchkineEugène Onéguine. Commenter                        | Youri Lotman                      |
| 52           | 73               | Le Don                                                                          | Vladimir Nabokov                  |
| 52           | 74               | La Défense Loujine                                                              | Vladimir Nabokov                  |
| 52           | 75               | Invitation au supplice                                                          | Vladimir Nabokov                  |
| 53           | 76               | Dans les tranchées de Stalingrad                                                | Viktor Nekrassov                  |
| 54           | 77               | Les Aventures de Neznaïka et de ses amis                                        | Nikolay Nossov                    |
| 54           | 78               | Neznaïka pas sur la Lune                                                        | Nikolay Nossov                    |
| 54           | 79               | Chapeau vivant                                                                  | Nikolay Nossov                    |
| 54           | 80               | La Bouillie de Michka                                                           | Nikolay Nossov                    |
| 55           | 81               | Terre de Sannikov                                                               | Vladimir Obroutchev               |
| 56           | 82               | Trois Gros Hommes                                                               | Iouri Olecha                      |
| 57           | 83               | Et l'acier fut trempé                                                           | Nikolaï Ostrovski                 |
| 58           | 84               | L'Histoire de la vie                                                            | Constantin Paoustovski            |
| 58           | 85               | Côté Meshchera                                                                  | Constantin Paoustovski            |
| 59           | 86               | Requiem pour la caravane PQ-17                                                  | Valentin Pikoul                   |
| 59           | 87               | Miniatures                                                                      | Valentin Pikoul                   |
| 60           | 88               | Un nuage d'or a passé la nuit                                                   | Anatoli Pristavkine               |
| 61           | 89               | Contes et romans                                                                | Ludmila Petrouchevskaïa           |
| 62           | 90               | L'Histoire d'un vrai homme                                                      | Boris Polevoï                     |
| 63           | 91               | Fonctionne                                                                      | Kozma Proutkov                    |
| 64           | 92               | Adieu à Matera                                                                  | Valentin Raspoutine               |
| 65           | 93               | Poèmes                                                                          | Robert Rojdestvenski              |
| 66           | 94               | Poèmes                                                                          | Nikolaï Roubtsov                  |
| 67           | 95               | Le Chevalier à la peau de panthère                                              | Chota Roustavéli                  |
| 68           | 96               | La Dague                                                                        | Anatoli Rybakov                   |
| 68           | 97               | Oiseau de bronze                                                                | Anatoli Rybakov                   |
| 68           | 98               | Un Coup de feu                                                                  | Anatoli Rybakov                   |
| 69           | 99               | Poèmes                                                                          | David Samoïlov                    |
| 70           | 100              | Poèmes                                                                          | Constantin Simonov                |
| 70           | 101              | Les Vivants et les Morts                                                        | Constantin Simonov                |
| 71           | 102              | Le Conte de Khoja Nasreddin                                                     | Leonid Soloviov                   |
| 72           | 103              | Le lundi commence le samedi                                                     | Arcadi et Boris Strougatski       |
| 72           | 104              | Il est difficile d'être un dieu                                                 | Arcadi et Boris Strougatski       |
| 73           | 105              | Contes et romans                                                                | Victoria Tokareva                 |
| 74           | 106              | Prince d'Argent                                                                 | Alexis Konstantinovitch Tolstoï   |
| 75           | 107              | Hadji-Mourat                                                                    | Léon Tolstoï                      |
| 75           | 108              | Les Cosaques                                                                    | Léon Tolstoï                      |
| 75           | 109              | Anna Karénine                                                                   | Léon Tolstoï                      |
| 76           | 110              | Shurale                                                                         | Ğabdulla Tuqay                    |
| 77           | 111              | Pouchkine                                                                       | Iouri Tynianov                    |
| 77           | 112              | La Mort du Vazir-Moukhtar                                                       | Iouri Tynianov                    |
| 78           | 113              | Crocodile Géna et ses amis                                                      | Edouard Ouspenski                 |
| 78           | 114              | Oncle Fiodor, chien et chat                                                     | Edouard Ouspenski                 |
| 79           | 115              | La Jeune Garde                                                                  | Alexandre Fadeev                  |
| 79           | 116              | Défaite                                                                         | Alexandre Fadeev                  |
| 80           | 117              | Le chien sauvage Dingo, ou le Conte du premier amour                            | Ruvim Fraerman                    |
| 81           | 118              | Poèmes                                                                          | Kosta Khetagourov                 |
| 82           | 119              | Dragon                                                                          | Evgueni Schwarz                   |
| 82           | 120              | La Reine des neiges                                                             | Evgueni Schwarz                   |
| 83           | 121              | Histoires                                                                       | Vassili Choukchine                |
| 84           | 122              | Lunine                                                                          | Natan Eidelman                    |
| 84           | 123              | Votre XIXe siècle                                                               | Natan Eidelman                    |
| 85           | 124              | Les Gens, les Années, la Vie                                                    | Ilya Ehrenbourg                   |
| 86           | 125              | Gengis Khan. Batou. Jusqu'à la dernière mer                                     | Vassili Ian                       |
| 87           | 126              | Je t'ai envoyé de l'écorce de bouleau                                           | Valentin Ianine                   |
| 88           | 127              | Alpamych                                                                        | Épopées, épopées, annales         |
| 89           | 128              | Épopée du roi Gesar                                                             | Épopées, épopées, annales         |
| 90           | 129              | David de Sassoun                                                                | Épopées, épopées, annales         |
| 91           | 130              | Dzhangar                                                                        | Épopées, épopées, annales         |
| 92           | 131              | Kalevala                                                                        | Épopées, épopées, annales         |
| 93           | 132              | Koroghlou                                                                       | Épopées, épopées, annales         |
| 94           | 133              | Épopée de Manas                                                                 | Épopées, épopées, annales         |
| 95           | 134              | Olonkho                                                                         | Épopées, épopées, annales         |
| 96           | 135              | Oural-batyr                                                                     | Épopées, épopées, annales         |
| 97           | 136              | Anciens Poèmes russes rassemblés par Kirsha Danilov                             | Épopées, épopées, annales         |
| 98           | 137              | Chronique des temps passés                                                      | Épopées, épopées, annales         |
| 99           | 138              | Epics (compilé par V. Chicherov et P. Ukhov)                                    | Épopées, épopées, annales         |
| 100          | 139              | Contes des peuples de Russie (compilé par M. Vataguine)                         | Épopées, épopées, annales         |

## Débats
La liste a été précédée de discussions animées sur les œuvres qui devraient être incluses dans la liste finale.
Selon le chef de la fondation Soljenitsyne, la veuve de l'écrivain, Natalia Soljenitsyna, la liste nécessaire est déjà incluse dans le programme scolaire, et ce qu'il faut donner aux enfants au-dessus de la norme est une affaire de famille. Le directeur du studio de cinéma Mosfilm, Karen Chakhnazarov, a déclaré que l'accent devrait être mis sur les classiques russes. L'écrivain Zakhar Prilepine a exprimé dans les pages du journal Izvestia l'opinion que la liste devrait inclure les noms des grandes figures littéraires dont les œuvres n'étaient pas incluses dans le programme scolaire. Le publiciste Dmitri Bykov à l'antenne de la station de radio Echo de Moscou cite en exemple les enfants qu'il connaissait qui ne pouvaient pas maîtriser le roman Le Maître et Marguerite, et a également mentionné que les personnes qui veulent aider les enfants à naviguer à travers une variété d'œuvres sont en faveur d'une compilation d'une liste telle que celle des 100 Livres.

## Critiques
Les discussions se sont poursuivies après la publication de la liste finale des 100 livres par le ministère de l'Éducation et de la Science en janvier 2013. Par exemple, un correspondant de Komsomolskaïa Pravda s'est plaint qu'il n'était plus nécessaire de lire Soljenitsyne et  Vyssotski, car après les corrections un certain nombre d'écrivains ont disparu de la liste. Il n'y a pas de poètes là-dedans, a poursuivi l'auteur de la publication.
De nombreuses questions ont été posées aux compilateurs à partir des pages de la Literatournaïa gazeta. Les journalistes de LG ont remis en question la validité des principes de sélection et la nécessité d'inclure des auteurs tels que Kozma Proutkov (pseudonyme collectif) et Ilya Ehrenbourg 100 Livres. Le critique littéraire Pavel Bassinski, dans les colonnes de la Rossiskaïa Gazeta a également admis qu'en général la liste « provoque la confusion » : il semble que le projet 100 Livres ait été créé uniquement afin de ne pas chevaucher la liste des standard et n'en est qu'un ajout…
Les philologues, spécialistes de la littérature pour enfants V. Golovin, O. Luchkina, S. Maslinskaya et I. Sergienko rappellent qu'avant la révolution il n'y avait pas de liste de lecture universelle pour les enfants, et en URSS, malgré l'idéologie, divers facteurs ont été pris en compte lors de l'établissement de ces listes : âge, région de résidence, nationalité et autres. La liste de 2013, selon Golovin et al., a été établie pour « un enfant sans genre, sans âge, sans identité nationale, sans « petite patrie » » et reflète le cercle de lecture d'un adolescent dans les années 1970 et 1980 . En même temps, il manque de littérature étrangère, de poésie pour enfants, de prose autobiographique, de livres d'écrivains modernes, mais il y a une « épopée furieuse » et des romans tels que Et l'acier fut trempé… de Nikolaï Ostrovski, même exclus de la lecture parascolaire. Également La Défaite de A. Fadeev.